# Luigi Mezzacapo
Luigi Mezzacapo (Trapani, 25 gennaio 1814 – Roma, 27 gennaio 1885) è stato un generale, patriota e politico italiano.

## Biografia
Iniziò la carriera militare come ufficiale di artiglieria nell'esercito delle Due Sicilie (1832). Frequentò il Real Collegio Militare della Nunziatella fra il 1825 ed il 1832 avendo come compagni di corso il fratello Carlo, Giuseppe Salvatore Pianell ed Enrico Cosenz.
Nominato capitano nell'esercito borbonico nel 1847, nel 1848 fece parte del corpo di spedizione di 15.000 uomini che il governo costituzionale di Carlo Troya inviò in Lombardia, al comando di Guglielmo Pepe, in aiuto del Regno di Sardegna nella guerra contro l'Impero austriaco (vedi Prima guerra di indipendenza). Dopo il richiamo dell'esercito delle Due Sicilie da parte di Ferdinando II, Luigi Mezzacapo si recò con il fratello Carlo e numerosi altri militari dell'esercito borbonico (Guglielmo Pepe, Enrico Cosenz, Cesare Rosaroll, Alessandro Poerio, Girolamo Calà Ulloa, ecc.) a Venezia assediata dove si distinse nella difesa della città lagunare dirigendo il forte di Brondolo.
Nel 1849 dal 16 febbraio fu sostituto del ministro della guerra della Repubblica Romana (il fratello Carlo lo raggiunse a Roma solo il 17 giugno), partecipò alla sua difesa con il grado di generale, combatté al Gianicolo comandando il 10 giugno una sfortunata sortita e un'altra sui monti Parioli il 15: entrambe ebbero luogo con il contributo determinante della legione polacca al comando del generale Aleksander Izenschmid de Milbitz, responsabile del tratto di mura a cavallo della Porta Flaminia (Porta del Popolo) e della difesa di Ponte Milvio e della via per il Nord. Mezzacapo il 30 giugno fu nominato maggiore generale.
Caduta Roma (3 luglio 1849), Luigi Mezzacapo non tornò a Napoli, dove nel frattempo Ferdinando II aveva impresso una svolta reazionaria al paese. Andò quindi in esilio, dapprima a Malta e poi nel regno sabaudo, dove con il fratello Carlo diede vita alla "Biblioteca militare per uso della gioventù italiana" e alla "Rivista militare"  (1856).
Nel 1859, durante la seconda guerra di indipendenza, entrò nell'esercito piemontese, dove gli fu riconosciuto il grado di maggior generale, e organizzò in Toscana la "Divisione Mezzacapo", una divisione di volontari della Romagna e delle Marche, coadiuvando Manfredo Fanti nella preparazione dell'annessione dell'Emilia e della Romagna al Regno di Sardegna.
Nel 1860 partecipò alla spedizione nel Regno delle Due Sicilie dell'esercito regolare piemontese e nel marzo 1861, prendendo il posto di Ferdinando Augusto Pinelli, comandò l'assedio ed infine espugnò la fortezza di Civitella del Tronto, ultimo baluardo delle forze borboniche.
Fu nominato senatore del regno d'Italia il 1º dicembre 1870. Divenne Comandante generale delle truppe alpine nel 1873, fino al 1876.
Fu ministro della Guerra del regno d'Italia nei governi Depretis I e Depretis II (1876-1878). Nel 1879 ebbe il comando del corpo d'armata di Roma.

## Opere
- Luigi Mezzacapo e Carlo Mazzacapo, Studi topografici e strategici su l'Italia. Milano: Vallardi, 1859
- Luigi Mezzacapo. Siamo pratici . Roma: Tipografia Barbera, 1879
- Luigi Mezzacapo. Armi e politica . Roma: F. Capaccini, 1881
- Luigi Mezzacapo. Disposizioni di massima per l'esecuzione delle Grandi Manovre di corpi d'armata contrapposti (1880). Roma: Tip. E. De Angelis, [1880!
- Luigi Mezzacapo. Grandi manovre (1880: Caratteri topografico-militari del terreno prescelto per le grandi manovre di corpi d'armata contrapposti. Roma. Tip. E. De Angelis, [1880!
- Luigi Mezzacapo. La difesa dell'Italia dopo il trasferimento della capitale . Firenze: Tip. Militare, 1865
- Luigi Mezzacapo. La difesa dell'Italia dopo il trasferimento della capitale: considerazioni di L. Mezzacapo. Firenze: Tipografia militare, 1865
- Luigi Mezzacapo. Quid faciendum? . Roma: Tipografia Barbera, 1879
- Luigi Mezzacapo. Relazione sulle banche-usure fuse con Scilla e Costa dell'amministratore giudiziario Luigi Mezzacapo. Napoli: tip. di A. Cons., 1870
- Giovanni Nicotera e Luigi Mezzacapo. Istruzioni per il servizio di repressione del malandrinaggio in Sicilia . Roma: tip. Bencini, 1876